# Aphaniotis ornata
Aphaniotis ornata är en ödleart som beskrevs av  Lidth De Jeude 1893. Aphaniotis ornata ingår i släktet Aphaniotis och familjen agamer. Inga underarter finns listade i Catalogue of Life.